# پناهگاه تنب کرم ۲
پناهگاه تنب کرم ۲ مربوط به دوران پارینه‌سنگی جدید - دوران فرادیرینه‌سنگی است و در شهرستان پاسارگاد، بخش مرکزی، دهستان کمین، روستای قوام آباد، کوه تنب کرم، جنوب شرقی معدن الماس بری سیوند واقع شده و این اثر در تاریخ ۲۶ اسفند ۱۳۸۶ با شمارهٔ ثبت ۲۱۹۲۹ به‌عنوان یکی از آثار ملی ایران به ثبت رسیده است.